# 산남초등학교 (충북)
산남초등학교는 대한민국 충청북도 청주시 서원구에 있는 공립 초등학교이다.

## 학교 연혁
- 2007. 02. 09. 산남초등학교 설립 조례 공포(30학급)
- 2007. 03. 01. 산남초등학교 개교(17학급 편성)
- 2009. 03. 01. 36학급 편성, 충청북도교육청지정 독서교육 시범학교 운영(2년)
- 2009. 11. 19. 2009 초등학교 학교평가 최우수학교 선정
- 2010. 12. 24. 2010 학교경영평가 우수학교 선정
- 2011. 03. 01. 청주교육대학교 교육실습 협력학교 운영(2년)
- 2011. 12. 30. 2011 교육과정 우수학교 선정, 2011 학력 우수 학교 선정
- 2012. 03. 01. 건강증진형 창의경영학교 운영(3년)
- 2012. 12. 05. 제1회 청주초등창의탐구경진대회 우수학교 선정
- 2013. 02. 20. 후관 6개 교실 증축(교실 5실, 특별실 1실)
- 2013. 03. 01. 42학급 편성, 한국교원대학교 교육실습 협력학교 지정(2년)
- 2014. 03. 01. 제5대 황동연 교장 부임
- 2015. 02. 17. 제8회 졸업 (총 졸업생 1,346명)
- 2015. 03. 01. 방과후학교 시범학교 운영 연구학교(1년)

## 참고 자료
- 산남초등학교 - 한국교육학술정보원 학교알리미